# 孔波尔特
孔波尔特，是匈牙利赫维什州所辖的一个村。总面积22.73平方公里，总人口2136，人口密度94.0人/平方公里（2011年1月1日）。